# Rewire
Rewire är en teknik skapad av Propellerhead Software (numera Reason Studios), för att i realtid sammankoppla och överföra ljud mellan datorprogram. Detta görs för att i musikproduktion kunna dra nytta av funktionaliteten hos de olika programmen. Ett exempel är att länka Reason till Cubase och på det viset använda Reason som mjukvarusynth och Cubase som sequencer.
Den första versionen av Rewire kom ut 1998 och var då menat att koppla ihop Propellerheads Rebirth RB-338 med Cubase VST.
Reason Studios lade ner Rewire i slutet av 2020 efter att de senaste versionerna av Reason har gått över till fullt VST-stöd.